# Eparchie velikolukská
Eparchie velikolukská je eparchie ruské pravoslavné církve nacházející se v Rusku.

## Území a titul biskupa
Zahrnuje správní hranice území Velikolukského, Novosokolnického, Kuninského, Lokňanského, Usvjatského, Sebežského, Něvelského, Opočeckého, Pustošského, Běžanického, Novorževského, Puškinogorského a Krasnogorodského rajónu Pskovské oblasti.
Eparchiálnímu biskupovi náleží titul biskup velikolukský a něvelský.

## Historie
Nejpozději roku 1926 byla založena eparchie Velikije Luki a po roce 1937 nebyl stolec obsazen. Eparchie nebyla formálně zrušena ale od roku 1944 byli biskupové kalininské eparchie nazýváni biskup kalininský a velikolukský.
Dne 28. prosince 1946 byla eparchie obnovena v hranicích regionu Velikije Luki.
Dne 2. října 1957 byla velikolukská oblast zrušena a eparchie byla zrušena. Její území připadlo kalininské a pskovské eparchii. Následně byl vytvořen velikolukský vikariát a následně po přeložení roku 1957 biskupa Donata (Ščjogoleva) nebyl stolec obsazen.
Dne 25. prosince 2014 byla rozhodnutím Svatého synodu obnovena velikolukská eparchie oddělením z pskovské eparchie. Stala se součástí nově vzniklé pskovské metropole.

## Seznam biskupů

### Eparchie velikolukská
- 1926–1927 Makarij (Zvjozdov)
- 1927–1931 Tichon (Rožděstvenskij)
- 1934–1935 Serafim (Protopopov), nepřevzal katedru
- 1934–1937 Ioann (Trojanskij), svatořečený mučedník
- 1946–1947 Georgij (Sadkovskij)
- 1947–1947 Maxim (Bačinskij)
- 1948–1950 Michail (Rubinskij)
- 1950–1951 Iov (Kresovič)
- 1951–1954 Alexij (Sergejev), dočasný administrátor
- 1954–1956 Varsonofij (Griněvič), dočasný administrátor
- 1956–1957 Mstislav (Volonsevič)
- 1957–1957 Donat (Ščjogolev)

### Vikariát velikolukský
- 1957–1957 Donat (Ščjogolev)

### Eparchie velikolukská
- 2014–2025 Sergij (Bulatnikov)